# Sint Vincentius Ziekenhuis (Groenlo)
Het Sint Vincentius Ziekenhuis is een voormalig ziekenhuis in Groenlo, dat in 1374 door Herman Mattelier als gasthuis werd gesticht.
In 1895 nam de Vincentius vereniging het gasthuis over van de gemeente Groenlo en liet zusters van Julie Postel uit Boxmeer de zieken verzorgen. In het begin van de 20e eeuw werd het ziekenhuis meerdere malen uitgebreid. Tijdens de Tweede Wereldoorlog diende het ook als hospitaal voor gewonde Duitse soldaten. In 1950 kwam de eerste chirurg in het ziekenhuis te werken. In de jaren tachtig sloot men het ziekenhuis en ging verder als verpleeg- en verzorgingscentrum De Molenberg, later onderdeel van het conglomeraat Zorgkombinatie Marga Klompé. Het nieuwe Streekziekenhuis Koningin Beatrix in Winterswijk nam de ziekenhuistaken over.